# Friedrich Ferdinand von Korff zu Harkotten
Friedrich Ferdinand von Korff zu Harkotten (Taufname: Friedrich Ferdinand Adam) (* 1664; † 31. Dezember 1721) war Domküster und Diakon in Osnabrück.

## Leben

### Herkunft und Familie
Friedrich Ferdinand wuchs als Sohn des Jobst Bernhard von Korff zu Harkotten und seiner Gemahlin Juliane von Fürstenberg (1630–1695) zusammen mit seinen Geschwistern Katharina Gertrud (⚭ Dietrich Brenken), Brigitta Theodora Elisabeth (⚭ Wolfgang von Boeselager), Klara Helena (⚭ von Boenen), Anna Dorothea (⚭ Goswin Kaspar v. Ketteler), Jobst Dietrich (Kanonikus zu Kappenberg), Moritz Ferdinand und Wilhelm Heinrich in der uralten Adelsfamilie von Korff auf.

### Wirken
Der Turnar Jobst Dietrich von Korff zu Waghorst verlieh ihm im Jahre 1680 eine Dompräbende, nachdem er vor dem Domkapitel Osnabrück aufgeschworen worden war. Nach einem juristischen Studium an der Universität Köln trat er 1702 in das Amt des Domküsters in Osnabrück ein. Am 3. März des folgenden Jahres wurde er zunächst zum Diakon und dann am 12. März zum Priester geweiht.